# Ellery Queen's Mystery Magazine
Ellery Queen's Mystery Magazine amerikansk deckartidskrift som började publiceras månadsvis hösten 1941. Tidskriften tillkom på författarduon Ellery Queens - Frederic Dannay och Manfred B. Lee - initiativ. Tidigt tog dock Dannay över som redaktör, med Lee bara sporadiskt behjälplig i editeringen av tidskriften. Dannay var redaktör fram till sin död 1982, då Eleanor Sullivan övertog redaktörsposten. Sedan 1991, när Sullivan avled, är Janet Hutchings redaktör för tidskriften. Tidskriften är numera den deckartidning som existerat längst av alla.
En kortlivad svensk version av tidskriften gavs ut av Hemmets Journal under namnet Ellery Queen's kriminalpocket från 1968.
EQMM har sedan starten publicerat noveller av såväl deckargenrens ledande namn som debutanter. Totalt har mer än 700 författare debuterat i EQMM. 
Den författare som förekommit flest gånger i EQMM är sannolikt novellspecialisten Edward D. Hoch som debuterade i tidskriften redan 1962 och som sedan majnumret 1973 har haft med minst en novell i varje nummer.
2005 - året då både Dannay och Lee skulle fyllt 100 år - firade EQMM sina grundare genom att i varje nummer publicera artiklar om Queens författarskap av olika experter. I september/oktober-numret publicerades dessutom en nyskriven Queen-novell, The Wrightsville Carnival, skriven av Edward D. Hoch. I majnumret 2007 av EQMM publicerades en ny längre Queen-pastisch skriven av belgaren Kurt Sercu och amerikanen Dale C. Andrews.

## Novellindex

### 1941

#### Nr 1
- Anthony Abbot - About the Prefect Crime of Mr. Digberry
- Margery Allingham - The Question Mark
- Frederick Hazlitt Brennan - Wild Onions
- Dashiell Hammett - Too Many Have Lived
- Ellery Queen - The Adventure of the Treasure Hunt
- T. S. Stribling - The Cablegram
- Cornell Woolrich - Dime a Dance

### 1942

#### Nr 2
- Frederick Irving Anderson - The Phantom Guest
- Agatha Christie - The Sunningdale Mystery
- Steve Fisher - Goodbye Hannah
- Geoffrey Household - Taboo
- William MacHarg - The Important Point
- Stuart Palmer - Green Ice
- Dorothy L. Sayers - The Man Who Knew How
- Vincent Starrett - The Case of the Two Flutes

#### Nr 3
- R. Austin Freeman - Percival Bland's Proxy
- Karl Detzer - Dumb Yank
- Ben Hecht - Crime Without Passion
- Edgar Wallace - Code No. 2
- Lawrence G. Blochman - Mrs. Macbeth
- Jacques Futrelle - The Stolen Rubens
- Michael Arlen - The Good Friend
- Ellery Queen - The Adventure of the Frightened Star

#### Nr 4
- Nick Carter - The Mystery of Mrs. Dickinson
- Arnold Bennett - Murder!
- Elsa Barker - The Key in Michael
- Stuart Palmer - The Blue Fingerprint
- Vincent Starrett - Dilemma at Shanghai
- Irvin S. Cobb - Cabbages and Kings
- Viola Brothers Shore - Tell It To The Judge
- Thomas Burke - The Bloomsbury Wonder

#### Nr 5
- Dashiell Hammett - Fly Paper
- Nicholas Olde - the Collector of Curiosities
- Agatha Christie - The Third Floor Flat
- Lawrence Dwight Smith - Seesaw
- Melville Davisson Post - The Fortune Teller
- Drederick Irving Anderson - The Unknown Man
- John Dickson Carr - The Wrong Problem
- Ellery Queen - The Meanest Man In The World

#### Nr 6
- James Hilton - The Mallet
- Courtney Ryley Cooper - Suspect Unknown
- Hugh Pendexter - According to the Evidence
- Samuel Hopkins Adams - The Unreckonable Factor
- Ellery Queen - The Mouse's Blood
- Edgar Wallace - The Man Next Door
- Anthony Boucher - Screwball Division
- Lincoln Steffens - The Compliments of the Chief
- G. K. Chesterton - Tremendous Adventures of Major Brown

#### Nr 7
- Georges Simenon - The Case of Arnold Schuttringer
- Margery Allingham - The Definite Article
- Frederick Nebel - Too Young To Die
- Carolyn Wells - A Point of Testimony
- Ellery Queen - The Good Samaritan
- Damuel Duff - The Bow-Street Runner
- Karl Detzer - The Real Thing
- Wilbur Daniel Steele - Blue Murder

### 1943

#### Nr 8
- Anthony Boucher - Mystery for Christmas
- E. C. Bentley - Greedy Night, a Parody
- Wadsworth Camp - The Obscure Move
- P. C. Wren - Simple
- Rodrigues Ottolengui - A Frosty Morning
- Ruth Chessman - Accused
- Marten Cumberland - The Diary of Death
- Viola Brothers Shore - Opals Are Bad Luck
- H. G. Wells - The Hammerpond Park Burglary
- Dororthy L. Sayers - The Leopard Lady

#### Nr 9
- Agatha Christie - Accident
- O. Henry - The Marionettes
- Craig Rice - His Heart Could Break
- H. C. McNeile - Thirteen Lead Soldiers
- Maurice Leblanc - The Lady with the Hatchet
- Ellery Queen - The Fire-Bug
- Ellis Parker Butler - Philo Gubb's Greatest Case
- Hammett, Dashiell - They Can Only Hang You Once
- Christopher Morley - The Mycroft Magic Square

#### Nr 10
- H. C. Bailey - The Thistle Down
- Anthony Boucher - QL 696.C9
- Jack London - The Leopard Man's Story
- Francis Iles - Dark Journey
- Vincent Starrett - Murder at the Opera
- Ellery Queen - The Man Who Could Double Diamonds
- Freeman Wills Crofts - The Hunt Ball
- Franklin P. Adams (F.P.A.) - The Picture Collector
- Margaret Manners - Squeakie's First Case

#### Nr 11
- John Dickson Carr - The Proverbial Murder
- Mark Twain - The Stolen White Elephant
- W. W. Jacobs - His Brother's Keeper
- James Yaffe - Department of Impossible Crimes
- Gilbert K. Chesterton - The Blast of the Book
- Baron Palle Rosenkrantz - Letter from Another World
- P. C. Wren - The Dirty Dog's Club
- Lawrence G. Blochman - The Aldine Folio Murders
- Ellery Queen - The Adventure of the Murdered Ship

#### Nr 12
- E. C. Bentley - The Ministering Angel
- Cornell Woolrich - After-Dinner Story
- Georges Simenon - The Three Rembrandts
- Frank Swinnerton - The Verdict
- Percival Wilde - P. Moran, Shadow
- Hugh MacNair Kahler - Bottleneck
- Harry Irving Greene - The Gold Goose Scientist
- Anthony Boucher - Black Murder
- Ernest Bramah - The Buch of Violets
- Ellery Queen - The Blind Bullet

#### Nr 13
- John Dickson Carr - The Locked Room
- Ellen Glasgow - A Point in Morals
- Roy Vickers - The Rubber Trumpet
- Lillian de la Torre - Dr Sam: Johnson, Detector
- George Simenon - The Secret of Fort Bayard
- Cyril Plunkett - The Killer
- Frederick Irving Anderson - The Signed Masterpiece
- C. S. Forester - The Turn of the Tide
- Anon - The Topaz Cuff Button
- Ellery Queen - The Adventure of the One Legged Man

### 1944

#### Nr 14
- Steve Fisher - If Christmas Comes
- Samule Hopkins Adams - The Flying Death
- Cornelius A. Tilghman - Death in the Dog House
- Fredric Brown - The Djinn Murder
- Christopher Morley - A Scandal in Bohemia
- Pat Hand - The Showdown
- S. Weir Mitchell - The Waters of Oblivion
- Agatha Christie - The Witness for the Prosecution
- P. C. Wren - No Corpse - No Murder
- William Faulkner - The Hound

#### Nr 15
- W. Somerset Maugham - Footprints in the Jungle
- Stuart Palmer - The Lady from Dubuque
- Margery Allingham - Safe as Houses
- James Yaffe - Mr Kiroshibu's Ashes
- Arthur Sherburne Hardy - The Silver Pencil
- Lillian de la Torre - Prince Charlie's Ruby
- Johnston McCulley - Thubway Tham, Thvilian
- MacKinlay Kantor - The Watchman
- Miriam Allen deFord - Mortmain
- Dashiell Hammett - The Judge Laughed Last

#### Nr 16
- Dashiell Hammett - One Hour
- Georges Simenon - Affaire Ziliouk
- C. Daly King - The Nail and the Requiem
- Henry Hasse - The Man Who Read Too Many
- Richard Comnnell - The Doctor and the Lunatic
- Jerome & Harold Prince - The Man in the Velvet Hat
- E. M. Forster - Mr. and Mrs. Abbey's Difficulties
- Agatha Christie - The Mystery of the Blue Jar
- Quentin Reynolds - The Man Who Dreamed Too Much

#### Nr 17
- Stuart Palmer - The Adventure of the Marked Man
- Christopher Morley - The Curious Case of Kenelm Digby
- Sergeant Russell S. Hughes - Seeing is Believing
- G. D. H. & M. I. Cole - A Lesson in Crime
- Fredric Brown - Murder While You Wait
- Roy Vickers - The Man Who Murdered in Public
- Ellery Queen - The Wounded Lieutenant
- Pat Hand - The Imponderables
- James M. Cain - The Baby in the Icebox

#### Nr 18
- Agatha Christie - The Labors of Hercules
- Connelly, Marc - Coroner's Inquest
- + okända noveller

#### Nr 19
- John Dickson Carr - William Wilson's Rackett
- Dashiell Hammett - The Gutting of Couffignal
- Percival Wilde - P. Moran Deductor
- Valma Clark - Death on the South Wind
- Baynard Kendrick - Death at the Porthole
- Roy Vickers - The Meanest Man in Europe
- Anthony Boucher - Arsene Lupin vs Colonel Linnaus
- M. Lindsay - The Garnet Ring
- Pat Hand - The Alibi
- Graham Greene - The News In English

### 1945

#### Nr 20
- Dashiell Hammett - Death on Pine Street
- Agatha Christie - The Labors of Hercules
- Anthony Boucher - Rumor, Inc.
- Ben Wilson - Just an Old-Fashioned Murder
- Jerome & Harold Prince - The Finger Man
- Francis Leo Goldman - The Testimony of Dr Farnsworth
- Margery Allingham - A Matter of Form
- Pat Hand - The Ace of Spades
- Edgar Wallace - The Chobham Affair
- Arthur Somers Roche - .

#### Nr 21
- Michael Arlen - Gay Falcon
- Cornell Woolrich - The Mathematics of Murder
- Eric Ambler - The Case of the Emerald Sky
- Stuart Palmer - The Riddle of the Twelve Amethysts
- James Yaffe - Cul de Sac
- Lillian de la Torre - Monboddo's Ape Boy
- Nicholas Blake - The Assassins' Club
- Ralph Norman Weber - The Curious Incident of the Dog
- Miriam Allen deFord - Something to Do with Figures
- Ed Gardner - The Murder of Lady Twickinham
- Theodore Dreiser - The Prince Who Was a Thief

#### Nr 22
- John Dickson Carr - The Empty Flat
- Cornell Woolrich - Leg Man
- Margery Allingham - The Meaning of the Act
- H. H. Homes - The Stripper
- Herzl Fife - Pattern for Murder
- Roy Vickers - The Case of the Merrie Andrew
- Jacques Futrelle - The Statement of the Accused
- Margaret Manners - Squeakie's Second case
- MacKinlay Kantor - Rogues' Gallery
- Phyllis Bottome - The Liqueur Glass
- Owen Cameron - The Quick and the Dead
- Talbot C. Hatch - Guess Who?

#### Nr 23
- T. S. Stribling - The Mystery of the Chief of Police
- Allan Vaughan Elston - Delayed Verdict
- Henry Wade - Smash and Grab
- Anthony Berkeley - Mr. Bearstowe Says
- Percival Wilde - P. Moran, Fire-Fighter
- Dashiell Hammett - The Tenth Clue
- S. J. Perelman - Farewell, My Lovely Appetizer
- Donald Henderson - The Alarm Bell
- Susan Glaspell - A Jury of Her Peers

#### Nr 24
- G. K. Chesterton - The White Pillars Murder
- Agatha Christie - The Case of the Vulture Women
- Lillian de la Torre - The Wax-Work Cadaver
- Dashiell Hammett - Two Sharp Knives
- Damon Runyon - What, No Butler?
- James Yaffe - The Problem of the Emperor's Mushrooms
- Heard, H. F. - The Adventure of Mr. Montalba, Obsequist
- Philip Wylie - Perkins' "First Case"
- Ben Hecht - The Whistling Corpse
- James M. Cain - Pastorale
- John Dickson Carr - Will You Walk into My Parlor?

#### Nr 25
- Roy Vickers - The Mean Man's Murder
- Stuart Palmer - Snafu Murder
- Dorothy L. Sayers - The Footsteps That Ran
- Eric Ambler - Case of the Pinchbeck Locket
- Baynard Kendrick - The Eye
- Q. Patrick - White Carnations
- Christopher Morley - Codeine (7 Per Cent)
- Barry Perowne - The Blind Spot
- Mark Twain - A Medieval Romance
- Gerald Kersh - The Adventures of Karmesin

1. Karmesin, Murderer
2. Karmesin, Jewel Thief
- Dashiell Hammett - The Green Elephant